# Steve Mifsud
Steve Mifsud (* 25. August 1972 in Australien) ist ein australischer Snooker- und English-Billiards-Spieler maltesischer Herkunft aus Melbourne. Er ist der einzige australische Amateurweltmeister und mit elf australischen Meisterschaften und drei Vizetiteln der erfolgreichste Snookerspieler auf nationaler Ebene. Von den 1990er bis in die 2010er Jahre hinein gehörte er auch 11 Jahre der internationalen Profitour an.

## Karriere

### Profiambitionen in den 1990er Jahren
Bereits mit 7 Jahren stand Steve Mifsud am Snookertisch. Mit 19 Jahren nutzte er wie viele andere die Gelegenheit, als die Profitour für alle Spieler geöffnet wurde, um nach England zu gehen und sich bei den großen Turnieren einzuschreiben. In der Saison 1991/92 gelangen ihm meist nur einzelne Siege, lediglich das Classic ragte heraus, bei dem er die Runde der Letzten 128 erreichte. Im Jahr darauf schaffte er es bei den European Open sogar ins Hauptturnier der Letzten 64 und bei den International Open unter die Letzten 128. 1994 gelang ihm das noch einmal bei den Welsh Open. Er bewegte sich damit jedoch nur um Platz 200 der Weltrangliste und gab seine Profikarriere erst einmal wieder auf.
1997 gewann er als Amateur die offene australische Meisterschaft und stand ein Jahr später im Finale der Amateurmeisterschaft, das er gegen Shawn Budd verlor. Danach trafen die beiden im Finale der Ozeanienmeisterschaft wieder aufeinander und Mifsud holte sich den Titel. Damit kehrte er auf die Main Tour zurück, aber nachdem er in der Saison 1998/99 nie mehr als die zweite Runde erreichte, zog er sich nach einem Jahr wieder zurück. 2000 gewann er zum zweiten Mal das australische Open-Turnier und verlor erneut gegen Budd die Landesmeisterschaft. Erst im dritten Anlauf 2001 holte er sich seinen ersten nationalen Meistertitel und blieb vier Jahre hintereinander bei der Meisterschaft ungeschlagen, was zuvor nur Max Williams Anfang der 1970er gelungen war. 2003 holte er gleichzeitig den nationalen Titel im Snooker und im English Billiards.

### Nationale Erfolge und weitere Profiversuche in den 2000ern
2002/03 nahm er an der Challenge Tour teil, um sich erneut für die Profitour zu qualifizieren. Aber zweimal die Runde der Letzten 32 bei den 4 Turnieren waren zu wenig. Ende der 1990er hatte Mifsud auch zweimal an der Amateurweltmeisterschaft teilgenommen, war aber nicht über die Runde der Letzten 32 hinausgekommen. Bei einem weiteren Anlauf bei der WM 2002 in Kairo holte er aber unter anderem nach Siegen über Mohammed Shehab und Ding Junhui den Titel. Auf diesem Weg sicherte er sich erneut einen Platz auf der Main Tour der Saison 2003/04. Fünfmal gewann er in diesem Jahr sein Auftaktmatch, erreichte dann aber nie die dritte Runde. Nach einem Jahr verlor er als Nummer 115 der Rangliste wieder seinen Profistatus. Trotz eines Achtelfinaleinzugs blieb er bei der folgenden Challenge Tour erfolglos. Die Main-Tour-Qualifikation über die Amateurweltmeisterschaft 2004 verpasste er durch eine 6:11-Niederlage im Finale gegen Mark Allen.
In den folgenden beiden Jahren verpasste er vordere Platzierungen bei internationalen Amateurturnieren und verlor 2005 seinen nationalen Meistertitel. Aber die offene australische Meisterschaft gewann er 2006 mit 8:7 gegen Dene O’Kane zum dritten Mal. Obwohl er dann auch 2007 bei der Ozeanienmeisterschaft nicht ganz vorne landete, nominierte ihn der Kontinentalverband zur Saison 2007/08 ein weiteres Mal für die Main Tour. Erneut erwiesen sich die internationalen Profis als zu stark und mit nur zwei gewonnenen Spielen war es nach einem Jahr wieder vorbei mit den Profiturnieren. In den nächsten beiden Jahren schied er bei den nationalen und internationalen Amateurturnieren meist vorzeitig aus, seine nächsten Titel holte er 2010, als er sowohl die offene als auch die nationale australische Meisterschaft in einem Jahr gewann. Ein Jahr später ließ er seinen sechsten nationalen Titel folgen. Er besiegte Joe Minici, gegen den er bei der Ozeanienmeisterschaft im selben Jahr das Finale verloren hatte.

### Amateurrekorde und Profimisserfolge in den 2010er Jahren
2011 wurde auch mit den Australian Goldfields Open ein Profiturnier auf dem fünften Kontinent wiederbelebt. Für das erste Turnier erhielt Mifsud eine Wildcard. Er unterlag in der ersten Runde Dominic Dale mit 5:2. 2013 erhielt er wieder eine Wildcard für das Turnier. In der Wildcard-Runde verlor er 4:5 gegen Mike Dunn.
2013 holte er auch seinen siebten nationalen Titel und schloss damit bis auf einen Titel zum Rekordmeister Max Williams auf. Durch den Sieg bei der anschließenden OBSF Snookerozeanienmeisterschaft 2014 erhielt er zum fünften Mal in seiner Karriere, diesmal für zwei Jahre für die Saisons 2014/15 und 2015/16, einen Platz auf der Main Tour, die er aber praktisch nicht wahrnahm. In den beiden Jahren trat er lediglich beim Paul Hunter Classic 2014 an und verlor sein Auftaktmatch gegen Thepchaiya Un-Nooh mit 0:4. Er gab aber das Tourticket auch nicht zurück und verzichtete damit auf eine Teilnahme an Amateurmeisterschaften. Erst ab 2017 spielte er wieder bei Amateurturnieren und erreichte mit 45 Jahren ein weiteres Mal das Finale der nationalen Meisterschaft, das Halbfinale bei der Ozeanienmeisterschaft sowie das Achtelfinale bei der Amateur-WM. Im August 2018 holte er sich schließlich mit einem knappen 6:5-Sieg über Charlie Chafe seinen achten australischen Titel und wurde damit zum erfolgreichsten australischen Snookerspieler auf Amateurebene.
Ein Dreivierteljahr später holte er sich dann als dritter Spieler seit 1994 seinen dritten Ozeanien-Titel. Erneut nahm er die damit verbundene Nominierung für die World Snooker Tour an. In den folgenden beiden Jahren trat er aber tatsächlich nur zweimal an: beim World Cup mit Ryan Thomerson als Team Australien und bei der China Championship, wo er gegen Martin O’Donnell verlor. Beide Turniere fanden in China statt. Wegen der COVID-19-Pandemie wurden 2020/21 alle Turniere ausnahmslos in Großbritannien ausgetragen. Mifsud nahm nicht teil und schied als Ranglistenletzter aus der Tour aus.
Ab 2022 gewann er dreimal in Folge die nationale Meisterschaft im Snooker sowie viermal in Folge die Billiardsmeisterschaft. Somit ist er insgesamt im Snooker elffacher und im English Billiards sechsfacher Titelträger.
Steve Mifsuds jüngerer Bruder James ist ebenfalls ein erfolgreicher Snookerspieler, der 2016 australischer Meister wurde.

## Erfolge
- Amateurweltmeister (2002; Finalist 2004)
- Ozeanienmeister (1998, 2014, 2019; Finalist 2011, 2016)
- Australischer Snookermeister (2001, 2002, 2003, 2004, 2010, 2011, 2013, 2018, 2022, 2023, 2024)
- Australischer U23-/U21-Snookermeister (1987, 1988, 1989, 1990)
- Australischer Senioren-Snookermeister (2018, 2025)
- Australischer English-Billiards-Meister (2003, 2012, 2022, 2023, 2024, 2025)
- Australischer U18-English-Billiards-Meister (1989)